# Scailteur
Cet article court présente un sujet plus développé dans : Ardoisier et Couvreur.
Le scailteur, ou scailteux, est un artisan couvreur d'ardoise (ardoisier couvreur). 
Le scailton, quant à lui, est la personne qui extrait l'ardoise des mines ou des carrières (ardoisier mineur). 
Ces termes étaient plus particulièrement utilisés dans les Ardennes, françaises comme belges, où se trouvaient de nombreuses mines d'ardoise ou ardoisières. Scailteur est également devenu un patronyme commun d'origine belge.

## Sources
- Albert Monin, Ardennes d'hier : c'étaient des scailtons, des fendeurs de pierre, Éd. Jean Petitpas, Bomal-sur-Ourthe, 1983.